# آرشاک
آرشاک (ارمنی: Արշակ) یک فیلم است محصول سال ۱۹۷۳، به کارگردانی ژیرایر آودیسیان

## بازیگران
- واقیناک مارگونی
- ادگار الباکیان
- hy:Գևորգ Չեպչյան
- Բ. Ղազարյան
- Պ. Մուրադյան